# سیهانوکویل
سییِنُو کوِیل شهری در کشور کامبوج است که جزو تقسیمات اداری '''سییِنُو کوِیل' محسوب می‌شود و جمعیت آن براساس سرشماری سال ۱۹۹۸ میلادی ۱۵۵٫۶۹۰ نفر بوده که در سال ۲۰۰۵ میلادی به ۲۰۹٫۰۰۵ نفر افزایش یافته‌است.